# 海纳 (哥达县)
海纳（德語：Haina，發音：[ˈhaɪna]）是德国图林根州哥达县曾经的一个市镇，面积6.72平方千米，2017年12月31日人口为468人。2019年1月1日，海纳与另外10个市镇合并为新市镇内瑟塔尔。